# Liste des évêques de Viterbe
Le diocèse de Viterbe est un diocèse italien dans le centre du pays. À partir du XIIe siècle il est appelé diocèse de Viterbo e Tuscania. En 1986 le nom est changé en diocès de Viterbo, Acquapendente (it), Bagnoregio, Montefiascone, Tuscania e San Martino al Monte Cimino et abrégé en 1991 en diocèse de Viterbe. Le diocèse est suffragant de l'archidiocèse de Rome.
Le diocèse de Viterbe est fondé au VIe siècle et uni avec le diocèse de Tuscania au XIIe siècle.

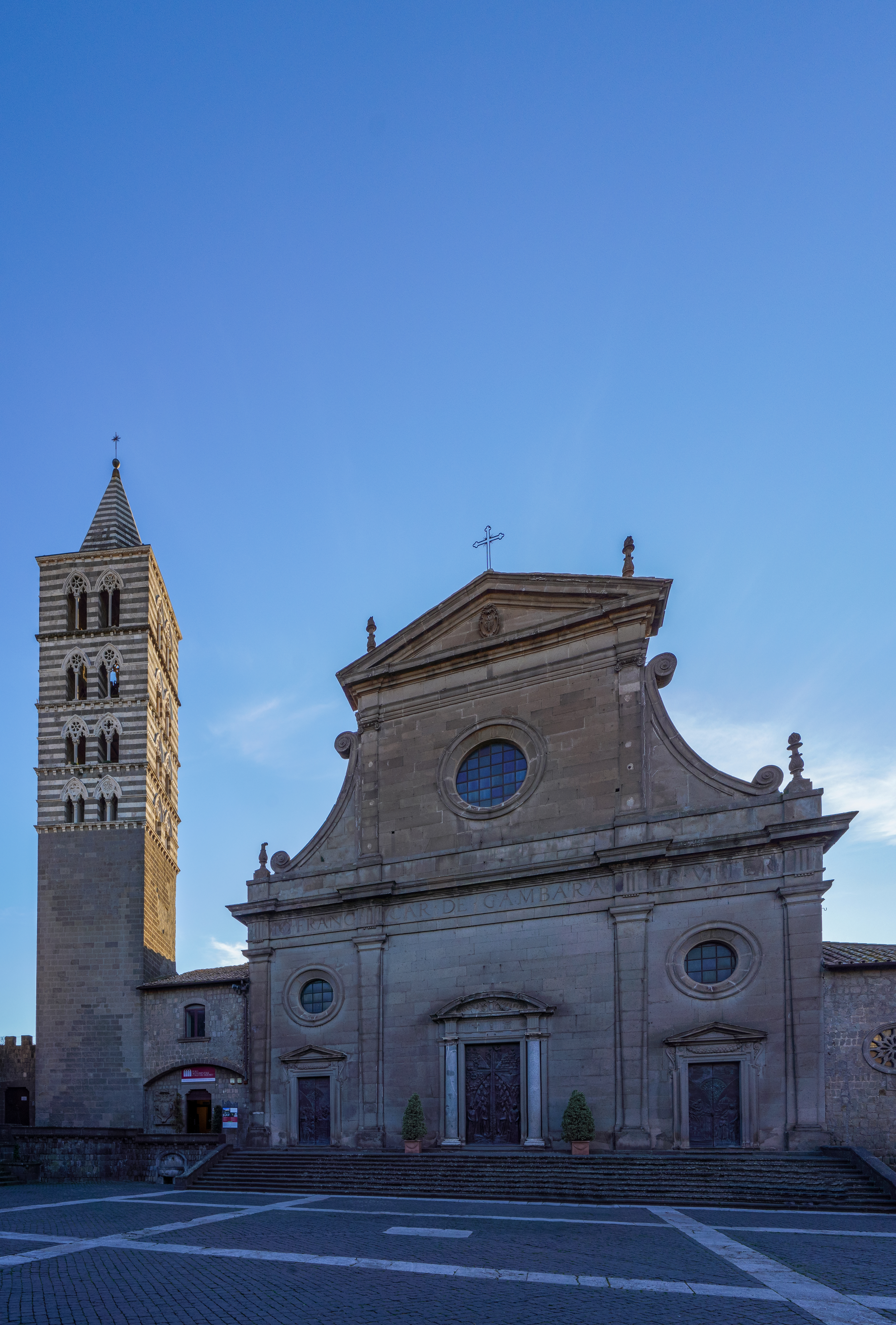
Cathédrale de Viterbe

## Évêques
- Giovanni † (1188 - 1199)
- Raniero † (1199 - 1222)
- Filippo † (1223 - ?)
- Raniero Capocci † (1226 - 1233)
- Matteo Sappolini † (1233 - 1239)
- Scambio Aliotti † (1245 - 1253)
- Alferio † (1254 - 1258)
- Pietro † (1259)
- Filippo † (1263 - 1285)
- Pietro di Romanuccio Capocci † (1286 - 1312)
- Giovanni † (1312 - 1318)
- Angelo Tignosi † (1318 - 1343)
- Bernardo del Lago † (1344 - 1347)
- Pietro † (1348 - 1348)
- Giovanni † (1348)
- Pietro Dupin † (1348 - 1350)
- Niccolò de' Vetuli † (1350 - 1385)
- Giacomo † (1385 - 1389)
- Ambrogio da Parma † (1389 - 1391)
- Giacomo Ranieri † (1391 - 1417)
- Giacomo di Angeluccio Uguzzolini † (1417 - 1429)
- Giovanni Cecchini Caranzoni † (1430 - 1460)
- Pietro di Francesco Gennari † (1460 - 1472)
- Francesco Maria Scelloni, O.F.M. † (1472 - 1491)
- Matteo Cybo † (1491 - 1498)
- Raffaele Sansoni Riario † (1498 - 1506)
- Ottaviano Visconti Riario † (1506 - 1523
- Egidio da Viterbo † (1523 - 1531)
  - Niccolò Ridolfi  † (1532 - 1533) (administrateur apostolique)
- Giampietro Grassi † (1533 - 1538)
  - Niccolò Ridolfi † (1538 - 1548) (administrateur apostolique)
- Niccolò di Antonio Ugolini † (1548 -1551)
- Sebastiano Gualterio † (1551 - 1566)
- Giovanni Francesco Gambara † (1568 - 1580)
- Carlo Montigli † (1576 - 1594)
- Girolamo Matteucci † (1594 -1609)
- Lanfranco Margotti † (1609 - 1611)
- Tiberio Muti † (1611 - 1636)
- Alessandro Cesarini Sforza † (1636 - 1638)
- Francesco Maria Brancaccio † (1638 - 1670)
- Stefano Brancaccio † (1670 - 1682)
- Urbano Sacchetti † (1683 - 1699)
- Andrea Santacroce † (1701 - 1712)
- Michelangelo dei Conti † (1712 - 1719)
- Adriano Sermattei † (1719 - 1731)
- Alessandro degli Abbati † (1731 - 1748)
- Raniero Felice Simonetti † (1748 - 1749)
- Giacomo Oddi † (1749 - 1770)
- Francesco Angelo Pastrovich, O.F.M.Conv. † (1772 - 1783)
- Muzio Gallo † (1785 - 1801)
- Dionisio Ridolfini Conestabile † (1803 - 1806)
- Antonio Gabriele Severoli † (1808 - 1824)
- Gaspare Bernardo Pianetti † (1826 - 1861)
- Gaetano Bedini † (1861 - 1864)
- Matteo Eustachio Gonella † (1866 - 1870)
- Luigi Serafini † (1870 - 1880)
- Giovanni Battista Paolucci † (1880 - 1892)
- Eugenio Clari † (1893 - 1899)
- Antonio Maria Grasselli, O.F.M.Conv. † (1899 - 1913
- Emidio Trenta † (1914 - 1942)
- Adelchi Albanesi † (1942 - 1970)
- Luigi Boccadoro † (1970 - 1987)
- Fiorino Tagliaferri (it) † (1987 - 1997)
- Lorenzo Chiarinelli (it) (1997 - 2010)
- Lino Fumagalli (2010-2022)
- Orazio Francesco Piazza (2022- )